# Lauzerville
Lauzerville – miejscowość i gmina we Francji, w regionie Oksytania, w departamencie Górna Garonna.
Według danych na rok 1990 gminę zamieszkiwało 405 osób, a gęstość zaludnienia wynosiła 117 osób/km² (wśród 3020 gmin regionu Midi-Pyrénées Lauzerville plasuje się na 670. miejscu pod względem liczby ludności, natomiast pod względem powierzchni na miejscu 1613.).